# Lasse Kryger
Lasse Kryger (født 3. november 1982) er en dansk fodboldspiller, der spiller for AC Horsens.

## Karriere
Lasse Kryger kom til Viborg FF i sommeren 2006 fra Esbjerg fB på en 3-årig kontrakt. Han debuterede på Viborg Stadion i et 3-1 nederlag til FC København i starten af august måned 2006.
Det blev til 3 år i Viborg FF med 82 kampe og 16 mål for den hurtige all-round spiller, der har spillet alt fra højre back over venstre midtbane til angriber i sin tid i Viborg. Den 11. juni 2009 meddelte Viborg FF på sin hjemmeside at kontrakten med Kryger ikke bliver forlænget, da klubben skal have skåret i antallet af spillere, på grund af den manglende oprykning til Superligaen. Dog mente Kryger ikke at det var fair af klubben at holde ham på Danmarksserieholdet i foråret 2009. De skulle efter hans mening allerede i december 2008 havde fortalt ham at kontrakten ikke blev forlænget, så han i vinterens transfer-vindue kunne have afsøgt muligheder for klubskifte.
Den 20. juli 2009 skrev han en toårig kontrakt med FC Fredericia. Her spillede han den følgende sæson, hvor fredericianerne kom meget tæt på oprykning. I den følgende sommerpause blev han dog solgt til AC Horsens.
Han skiftede den 16. juni 2014 til Odense Boldklub, hvor han skrev under på en toårig kontrakt.
I januar 2016 skiftede Kryger tilbage til AC Horsens.